# バイスペクトラルインデックス

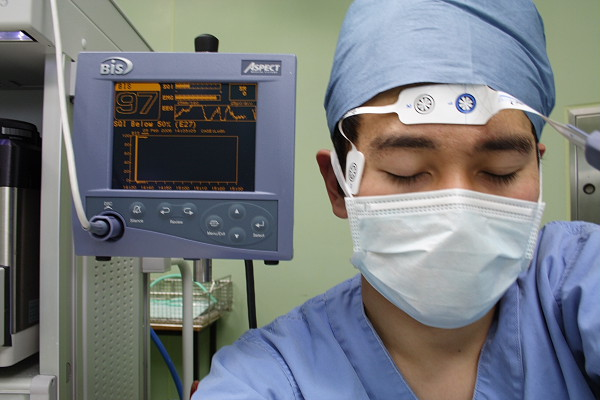
BISモニター

バイスペクトラルインデックス（ bispectral index、BIS）とは、脳波等を解析することで算出される、麻酔深度・鎮静度を表す指標である。BIS値の算出方法はその開発会社であるAspect Medical Systems社（2009年にCoviden社に買収された）独自のもので、公開されていない。

## 概要
患者の前額部にディスポーザブルの4つの電極を貼り付けることで、画面に脳波及びBIS値が表示される。BIS値は0～100の数値であり、値が高いほど覚醒を、低くなるにつれて催眠（鎮静状態）が深くなっていることを示す。

## 歴史
BISは1994年にAspect Medical Systems社 によって、全身麻酔中の患者脳波解析による意識レベルの新しい尺度として開発された。1996年にBISは全身麻酔薬および鎮静薬の催眠作用評価でアメリカ食品医薬品局（FDA）をクリアした。

## 麻酔における脳波
麻酔中の脳波は、脳細胞の電気活動を頭皮に設置した電極を通して記録するものである。脳波は覚醒度に応じてさまざまな変化をきたすため、麻酔中の鎮静度の度具合を計る（知る）指標として活用されている。麻酔中は筋弛緩薬が投与されていることが多く、顔面筋の筋電図の脳波への混入が少ないことや、脳波の振幅が麻酔薬の影響で大きくなるなどにより比較的波形を読みやすい。

### 部位
前頭部から導出された脳波を利用することが多い。その理由としては、前頭部から導出された脳波は麻酔によって臨機応変に変化し、髪の毛がなく電極を配置しやすいことなどがあげられる。

### 脳波変化
脳波の波形変化は麻酔薬の種類によってその度合が異なる。揮発性麻酔薬のセボフルランやイソフルラン、および静脈麻酔薬のプロポフォールなどによる脳波変化の度具合は類似している。これらは麻酔薬濃度を上昇させていくと、脳波の振幅は大きくなるとともに周波数は低くなる。つまり、ゆっくりした波が主体となる。さらに上昇させると、平坦な脳波と大きな振幅で速い波が交互に出現する特異的なパターン（burst and supression）となる。さらに上昇させると、平坦な脳波の部分が増加していき、やがて完全に平坦な脳波となる。揮発性麻酔薬およびプロポフォール以外の麻酔薬としては、亜酸化窒素やケタミンが挙げられる。亜酸化窒素は麻酔作用が弱いために単独で用いられることは少ないが、単独で用いると振幅が小さく通常のベータ波よりも周波数の速い波が見られる。さらに高い濃度では、振幅が大きく周波数も非常に遅いデルタ波なども出現する。現在、麻酔中のモニターとしで用いられている脳波モニターで麻酔薬の効果判定が可能なのは、前者のセボフルラン、イソフルラン、プロポフォールなどを用いた場合である。亜酸化窒素やケタミンを投与した麻酔の場合には効果判定が難しいため、慎重な判断が望まれる。

### 脳波モニター
1. BISモニター（BIS: bispectral index）[3]：BIS値を見るモニター。BIS値は平坦な脳波の場合に0、もっとも覚醒している状態を100として表示する。一般的に、80以上の場合には「覚醒」、60から80の場合には「浅い鎮静」、40から60までの場合には「手術麻酔に適したレベル」、そして40未満は「深麻酔」とされている。
2. aepEXモニター（aep: auditory evoked potential）[3]：耳にイヤホンを通してクリック音を発生させ、頭部に数個の電極を貼付することによって検査し、麻酔深度を評価する機器。aepEXは、144msecまでのAEP波形を基本情報として算出した数値を表示する。AEPが完全に平坦な時に0、覚醒時には100に近い数値を示す。

BIS値やAEP値は絶対値ではなく推定値であり、現時点での鎮静度の評価のひとつである。それゆえ、実際の鎮静度とは大小なりの乖離が認められることもある。その原因は以下の通り。

#### 鎮静度の乖離の原因
- ノイズの混入：BISモニターは心臓からの電流を除去するフィルターを備えているが、しばしば起電力の大きい心筋電位の混入が問題となる。特に、新生児や心肥大患者で著明となる。また、筋弛緩薬を投与していないときは、筋電図の混入にも注意が必要である[3]。
- 年齢：新生児は、覚醒時から徐波が主体である。小児では振幅が大きく、基本周波数が高い傾向にあるため、BIS値は本来の鎮静度よりも高く表示される[3]。
- paradoxical arousal：麻酔深度が不十分なときに疼痛などの刺激が加わると巨大デルタ波が観察されるため、BIS値が低下する現象[3]。
- β activation：麻酔薬は浅い鎮静レベルではむしろ速波が増える（β activationする）ため、BIS値が覚醒時よりも高い傾向を認める[3]。
- 心停止、脳血流の低下では、脳波が徐波化する。鎮静レベルが一定にもかかわらずBIS値が急激な低下を認めた場合には、これらを疑う[3]。